# Ben Falconer
Benjamin Keith „Ben“ Falconer (* 3. April 1980) ist ein ehemaliger neuseeländisch-US-amerikanischer Biathlet und Skilangläufer.
Ben Falconer nahm ausschließlich in der Saison 2008/09 an internationalen Rennen teil. Erstes Großereignis wurden die Nordamerikanischen Meisterschaften im Biathlon 2008 in Itasca, wo er für die USA startend 12. im Sprint, 16. der Verfolgung und 13. des Massenstartrennens wurde. Außerhalb Nordamerikas tritt Falconer für Neuseeland an. In der Saison 2008/09 startete er häufig im IBU-Cup in Europa. Bei seinem ersten Rennen, einem Einzel in Obertilliach, belegte er den 121. Platz. Seine besten Einzelresultate und die einzigen Ergebnisse in den Punkterängen erreichte der Neuseeländer in Bansko mit einem 18. Platz im Sprint und Rang 12 in der Verfolgung. Daneben startete er in der Saison im Skilanglauf-Australia/New-Zealand-Cup und in FIS-Rennen ohne nennenswerte Resultate zu erzielen. Höhepunkt der Saison wurden die Nordischen Skiweltmeisterschaften 2009 in Liberec, wo Falconer im Freistil-Sprint als 119. in der Qualifikation scheiterte und über 50 Kilometer Freistil als überrundeter Läufer aus dem Rennen genommen wurde.